# Burchardia umbellata
Burchardia umbellata, Lechera australiana (Milkmaids) es una hierba nativa de los bosques y vegetación de tipo brezal del sur de  Australia.
Las hojas miden hasta 60 cm de largo, con flores blancas o rosa pálidas encima de un tallo delgado. Existe un grupo de tubérculos en forma de zanahorias en la base.

## Usos
Los aborígenes australianos comen los tubérculos en forma de patatas fritas.[cita requerida]

## Sinonimia
- Reya umbellata (R.Br.) Kuntze, Revis. Gen. Pl. 2: 845 (1891).
- Burchardia umbellata var. typica Domin, J. Linn. Soc., Bot. 41: 259 (1912), nom. inval.
- Burchardia umbellata var. parviflora Hook., Fl. Tasman. 2: 46 (1858).
- Burchardia umbellata f. minor Domin, J. Linn. Soc., Bot. 41: 260 (1912).
- Burchardia rigida Gand., Bull. Soc. Bot. France 66: 293 (1919 publ. 1920).[3]